# Reserva Extrativista Itapetininga
A Reserva Extrativista de Itapetinga é uma unidade de conservação federal do Brasil categorizada como reserva extrativista e criada por Decreto Presidencial 9.333 em 05 de abril de 2018, localizada no município de Bequimão, no litoral do estado do Maranhão, nas Reentrâncias Maranhenses.
Possui uma área de 16.786 hectares, beneficiando em torno de 1.100 famílias. Entre os objetivos de sua criação estão: a proteção dos recursos naturais necessários à subsistência de populações tradicionais, com o respeito e a valorização do seu conhecimento e sua cultura; conservação dos bens ambientais costeiros de manguezais e dos recursos hídricos associados (como o rio Pericumã, rio Itapetinga e a Baía de Cumã);  recuperação dos recursos biológicos, de forma a dar a sustentabilidade para as atividades pesqueiras e extrativistas de subsistência e de pequena escala.
Sendo uma área prioritária para a conservação, tem estuários com  altíssimo potencial pesqueiro, campos naturais, berçário de espécies marinhas, área de ninhais, área de lagos, presença de babaçuais, juçarais, manguezais, aves ameaçadas, aves migratórias, pesca de grande importância social.